# Live at the Old Quarter, Houston, Texas
| Recensione   | Giudizio     |
| ------------ | ------------ |
| AllMusic     | [ 1 ]        |
| Sputnikmusic | 4.3 (Superb) |

Live at the Old Quarter, Houston, Texas è un doppio album pubblicato dal cantautore Townes Van Zandt registrato dal vivo nel luglio del 1973 presso il minuscolo locale Old Quarter di Houston e pubblicato solo quattro anni più tardi, il locale era gremito con la presenza di un centinaio di persone.
È considerato dalla critica come l'album più rappresentativo dell'artista texano

## Tracce
Parole e musica scritte da Townes Van Zandt tranne dove indicato.

### Disco 1
Lato A
1. Announcement – 0:43 – Presentazione di Dale Soffar
2. Pancho & Lefty – 4:00
3. Mr. Mudd & Mr. Gold – 3:40
4. Don't You Take It Too Bad – 2:50
5. Two Girls – 3:40
6. Fraternity Blues – 3:00
7. If I Needed You – 3:30

Lato B
1. Brand New Companion – 4:26
2. White Freight Liner Blues – 3:10
3. To Live Is to Fly – 3:12
4. She Came and She Touched Me – 4:03
5. Talking Thunderbird Blues – 2:21
6. Rex's Blues – 2:55
7. Nine Pound Hammer – 3:20 (Merle Travis)

### Disco 2
Lato A
1. For the Sake of the Song – 3:26
2. Chauffeur's Blues – 4:31 (Lightnin' Hopkins)
3. No Place to Fall – 3:03
4. Loretta – 2:17
5. Kathleen – 2:52
6. Why She's Acting This Way – 5:40

Lato B
1. Cocaine Blues – 3:28 (Brano tradizionale)
2. Who Do You Love? – 3:10 (Ellas McDaniel)
3. Tower Song – 4:08
4. Waiting 'Round to Die – 2:25
5. Tecumseh Valley – 4:30
6. Lungs – 2:22
7. Only Him or Me – 2:57

## Musicisti
- Townes Van Zandt - chitarra acustica, voce